# Mindenki
Mindenki (deutsch Jeder, internationaler Titel Sing) ist ein ungarischer Kurzfilm von Kristóf Deák aus dem Jahr 2016, der bei den 89. Academy Awards 2017 mit einem Oscar in der Kategorie „Bester Kurzfilm“ (Live Action) ausgezeichnet worden ist.
Das von Deák verfasste Drehbuch beruht auf einer teils wahren Geschichte, die von Bex Harvey und Christian Azzola in Zusammenarbeit mit Deák in Englisch aufgeschrieben wurde. Eine Schwedin hatte Deák erzählt, was sie in ihrer Kindheit erlebt hatte, als sie einem Chor beigetreten war. Als die Wahrheit seinerzeit ans Licht kam, musste der Chor aufhören, anders als im Film.

## Inhalt
Die Handlung spielt in den 1990er-Jahren in Budapest und ist inspiriert von einer wahren Geschichte. Der Regisseur folgt einem preisgekrönten Schulchor, zu dem ein Mädchen neu hinzustößt. Es gibt ein Geheimnis, das sich hinter dem Ruhm des Chors verbirgt, und nun zutage zu treten droht.
Die 10-jährige Zsófi kommt nach einem Umzug der Familie in eine neue Grundschule, wo sie sich mit der gleichaltrigen in der Klasse sehr beliebten Liza anfreundet. Nachdem Zsófi dem preisgekrönten Schulchor beigetreten ist, wird sie von der Chorleiterin Erika in einem Einzelgespräch aufgefordert, nicht laut zu singen, da sie das Mädchen nicht für gut genug hält. Es ist ihre Methode, Stimmen auszusortieren, die den Chor hinabziehen könnten. Dieser bereitet sich gerade auf einen Wettbewerb vor, bei dem der Siegerchor eine Reise nach Schweden gewinnen kann. Obwohl die Bitte der Chorleiterin Zsófi sichtlich verletzt, hält sie sich an deren Weisung und spricht auch mit den anderen Kindern – wie von Erika gewünscht – nicht darüber.
Erst als Liza bemerkt, dass Zsófi nicht laut singt, erzählt sie der Freundin von dem Gespräch mit Erika. Liza konfrontiert diese bei der folgenden Chorprobe mit ihrer Anweisung, woraufhin Erika sich herausredet, dass sie nur im Interesse des Chores handle, für den es besser sei, wenn nur die guten Sänger laut singen würden, wodurch letztendlich alle profitieren würden. Die Lehrerin erzählt Liza auch, dass es ihr Bestreben sei, diejenigen, die nicht so gut singen könnten, nicht öffentlich an den Pranger zu stellen und zu beschämen, deshalb ihre Bitte um Geheimhaltung. Überraschend bittet sie dann jedoch darum, dass die Kinder, die von dem Gesangsverbot betroffen sind, ihre Hand heben mögen. Verdutzt stellt Zsófi fest, dass sie bei weitem nicht die einzige ist, die nicht singen darf. Etwas später erzählt Zsófi Liza, dass sie einen Plan habe.
Am Tag des Wettbewerbs sollen die Kinder unter Leitung Erikas singen. Alle Kinder tun dies, aber völlig lautlos. Erst als Erika frustriert die Bühne verlassen will, erheben alle Kinder ihre Stimmen und jeder von ihnen singt laut mit. 

## Produktion

### Produktionsnotizen
Es handelt sich um eine Produktion von Meteor Film in Zusammenarbeit mit London Flair PR. Die Filmaufnahmen entstanden an sechs Drehtagen in der ungarischen Hauptstadt Budapest. Schnitt und Postproduktion dauerten hingegen fast ein Jahr und endeten im Herbst 2015. Die erste Version des Drehbuches wurde von Kristóf Deák zusammen mit zwei englischen Kollegen 2012 geschrieben und beruht auf einem wahren Fall, dessen Ende im Film allerdings abgemildert wurde. Wegen fehlender Unterstützung wurde das Projekt seinerzeit erst einmal eingestellt. 2014 rekrutierte man die Geschichte für den Kurzfilm- und Experimentalfilmbereich und verlegte die Handlung, anders als im ersten Entwurf, als sie in einer englischsprachigen Umgebung angesiedelt war, in ein ungarisches Umfeld. Der Film wurde mit acht Millionen Forint von der National Media and Communications Authority bezuschusst, der höchsten Förderungssumme in Ungarn für Kurz- und Experimentalfilme; weitere zwei Millionen Forint kamen von Deák, der produzierenden Firma Meteor Film und vom Staat. 
Für die jungen Hauptdarstellerinnen war es ihre jeweils erste Hauptrolle in einem Film. Sie wurden aus 80 Kindern ausgewählt, die für die Rollen vorgesprochen hatten. Die Mädchen hatten allerdings Erfahrung als Kinderschauspieler in anderen kleineren Rollen. Der Gesangschor wurde von Deák aus fünf verschiedenen Chören ausgewählt, wobei der Chor der Bakáts Téri Vokalmusik Grundschule in Budapest das Rennen machte. Dabei war es wichtig, dass ein Teil des Chores schlecht im positiven Sinne war.

### Soundtrack
- Néked zeng ez a dal von Orazio Vecchi und Nádas Kálmán
- Bikaviadal von Lajos Bárdos und Lászió Lukin
- Rókatánc (Divertimento No. 1, op. 20) von Leó Weiner
 unter der Leitung von Karoly Botvay, Vortrag: Budapester Streichkammerorchester
- Pajtás, Örvendj von Wolfgang Amadeus Mozart
- Bodzavirág von Árpád Balázs und Ágnes Nemes Nagy[2]

### Veröffentlichung
Der Film hatte am 28. Februar 2016 Premiere im ungarischen Fernsehen. Vorgestellt wurde er auf folgenden Filmfestivals:
- 12. März 2016 European Film Festival of Lille in Frankreich
- 2. April 2016 Friss Hús International Kurzfilm-Festival in Ungarn
- 15. April 2016 TIFF Kids in Toronto in Kanada
- 10. Juni 2016 Kurzfilm-Festival in Japan
- 10. Oktober 2016 Sapporo Kurzfilmfest in Japan
- 3. März 2017 Tokushima International Kurzfilm-Festival in Japan
- 19. April 2017 Hungarian Film Spring, Warschau in Polen, unter dem Titel Chór
- 1. Juni 2017 Cinema in Sneakers in Polen
- 2. Juni 2017 Kurzfilm-Festival & Asia in Japan

In Russland wurde der Film unter dem Titel Xop veröffentlicht, in den USA lief er unter dem Titel Sing.

## Auszeichnungen(Auswahl)
| Jahr | Auszeichnung                         | Anlass, Kategorie                                                                                          | gegangen an                                                                    | Ergebnis  |
| ---- | ------------------------------------ | --- | ------------------------------------------------------------------------------ | --------- |
| 2016 | Adult’s Jury Award                   | „Bester Kurzfilm“ (Live-Action) oder Video                                                                 | Kristóf Deák, Meteor-Film                                                      | Gewonnen  |
| 2016 | Festival Award                       | Audience Award European Film Festival of Lille                                                             | Kristóf Deák, Meteor-Film                                                      | Gewonnen  |
| 2016 | Daazo Special Award                  | Friss Hús International Shortfilm Festival: „Bester Kurzfilm“                                              | Kristóf Deák, Anna Udvardy, Meteor-Film                                        | Gewonnen  |
| 2016 | Audience Award                       | Lanzarote International Film Festival: „Bester Kurzfilm International“                                     | Kristóf Deák, Meteor-Film                                                      | Gewonnen  |
| 2016 | Internationaler Preis der Jury       | Olympia International Film Festival for Children and Young People: „Bester fiktiver Kurzfilm“              | Kristóf Deák, Meteor-Film                                                      | Gewonnen  |
| 2016 | Audience Award / Grand Prix          | Sapporo International Short Film Festival and Market: a) „One Title Section“/b) „Beste Kinderdarstellerin“ | a) = Kristóf Deák, Meteor-Film b) = Dorka Gáspárfalvi, Dorka Hais, Meteor-Film | Gewonnen  |
| 2016 | Audience Award/Grand Prix            | Short Shorts Film Festival & Asia: International Competition/Bester Kurzfilm                               | Kristóf Deák, Meteor Film                                                      | Gewonnen  |
| 2016 | People’s Choice Award                | TIFF Kids International Film Festival: Bester Kurzfilm                                                     | Kristóf Deák, Premiere Film                                                    | Gewonnen  |
| 2017 | Golden Barge                         | Vukovar Film Festival: Bester Kurzfilm                                                                     |                                                                                | Nominiert |
| 2017 | International Fiction Audience Award | Sedicicorto International Film Festival                                                                    | Kristóf Deák, Premiere Film                                                    | Gewonnen  |
| 2017 | Oscar                                | Oscarverleihung: „Bester Kurzfilm“ (Live Action)                                                           | Kristóf Deák, Anna Udvardy                                                     | Gewonnen  |